# Agaete
Agaete ist eine Gemeinde im Nordwesten der Kanarischen Insel Gran Canaria. Politisch gehört sie zur Provinz Las Palmas. Die meisten Einwohner leben im gleichnamigen Hauptort, der den Eingang zum Barranco de Agaete markiert. Agaete liegt westlich von Las Palmas und nordöstlich von Puerto Rico. Die Nachbargemeinden sind Gáldar im Nordosten und Artenara im Süden. Der Ortsteil am Hafen heißt Puerto de las Nieves. Der Ort ist aufgrund seiner fruchtbaren Kulturlandschaft stark landwirtschaftlich geprägt. Die Produkte wurden früher über Puerto de las Nieves verschifft.
Eines der Wahrzeichen von Agaete ist der Dedo de Dios (Deutsch: Finger Gottes). Diese Felsformation, die sich vor der Küste erhebt, ähnelt der Form einer menschlichen Hand mit einem erhobenen Finger. Der Großteils des Fingers wurde 2005 vom Tropensturm Delta zerstört.

## Verkehr
Von Puerto de las Nieves aus bietet die Reederei Fred Olsen direkte, regelmäßige Fährverbindungen nach Santa Cruz auf der Nachbarinsel Teneriffa an. Nach Las Palmas sind es etwa 20 Minuten mit dem Auto über die Autobahn GC-2. Der Ort ist an das Netz der öffentlichen Linienbusse angebunden. 
In Agaete endet nach heutigem Stand (Sommer 2022) die weitenteils vierspurige küstennahe Inselschnellstraße, von der Inselhauptstadt Las Palmas und dem Flughafen im Gegenuhrzeigersinn kommend. Der Lückenschluss nach Süden Richtung Mogan und Puerto Mogan ist geplant und teils in Arbeit, wird jedoch angesichts der Finanzierungsprobleme des spanischen Staates und der Bauwirtschaft noch einige Jahre auf sich warten lassen. Die weitere Verkehrsführung entlang der westlichen Steilküste geschieht südlich des kleinen Hafens Puerto de las Nieves über eine relativ enge und kurvenreiche Passstraße, die an einigen Stellen atemberaubende Ausblicke auf den Atlantik und bei guten Sichtbedingungen auch auf die benachbarte Insel Teneriffa und den Vulkan Pico de Teide  bietet. 
In Agaete beginnt auch die Stichstraße, die das Valle de Agaete erschließt, das östlich direkt hinter Agaete beginnt und eines der schönsten Täler (spanisch barrancos) der Insel ist. Je höher man auf dieser ca. zehn Kilometer langen Straße im Tal bergauf kommt, umso grüner wird das landwirtschaftlich zum Obst- und Gemüseanbau genutzte Tal. Zuletzt benetzen einen die Tautropfen der hohen Luftfeuchte, die meist aus nördlicher Richtung mit dem Passatwind über die benachbarten Berge streicht. Am Ende der Stichstraße befinden sich ein aufgegebenes Kurhotel und eine Bushaltestelle.

## Sehenswürdigkeiten

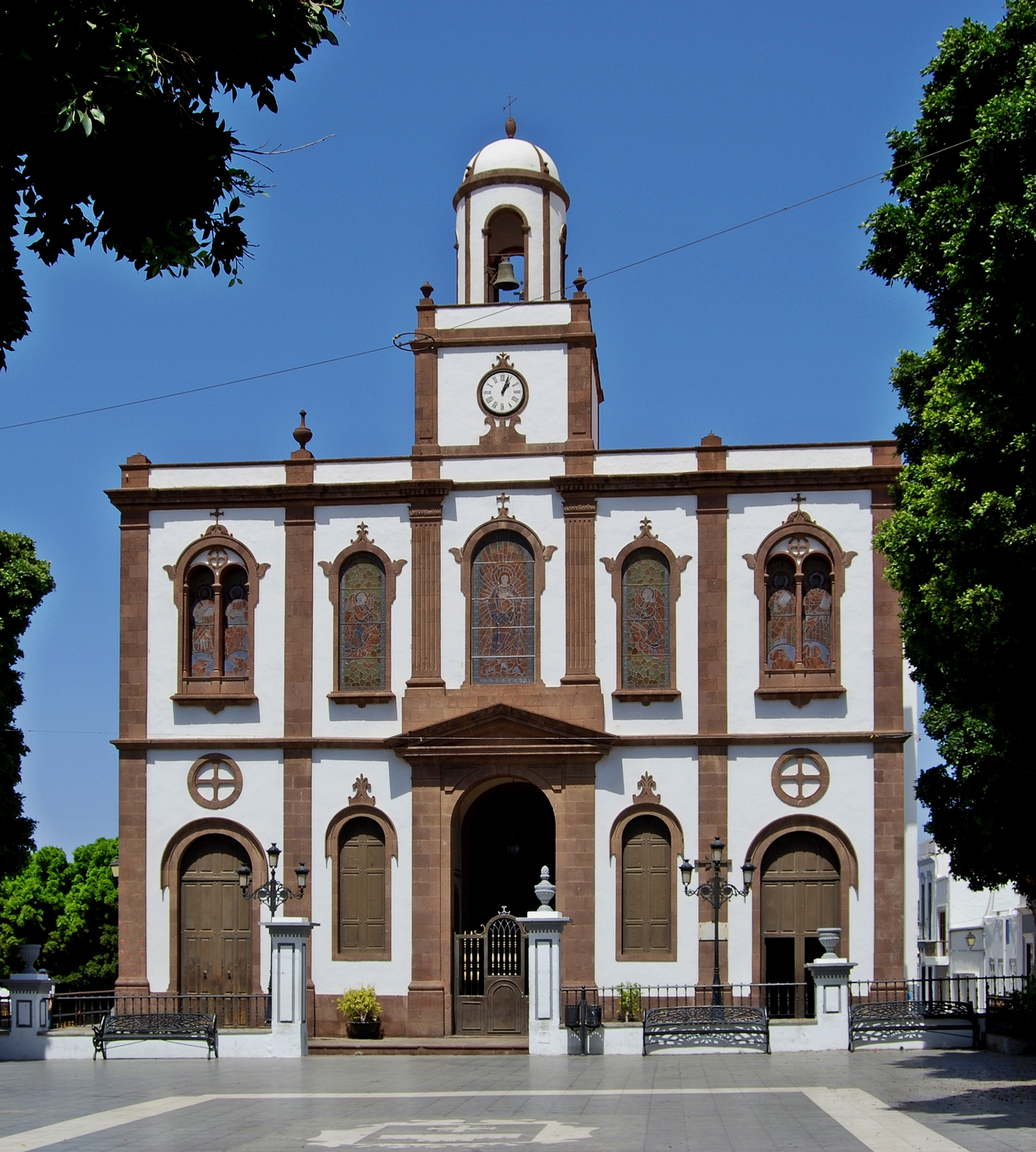
Iglesia de la Concepción

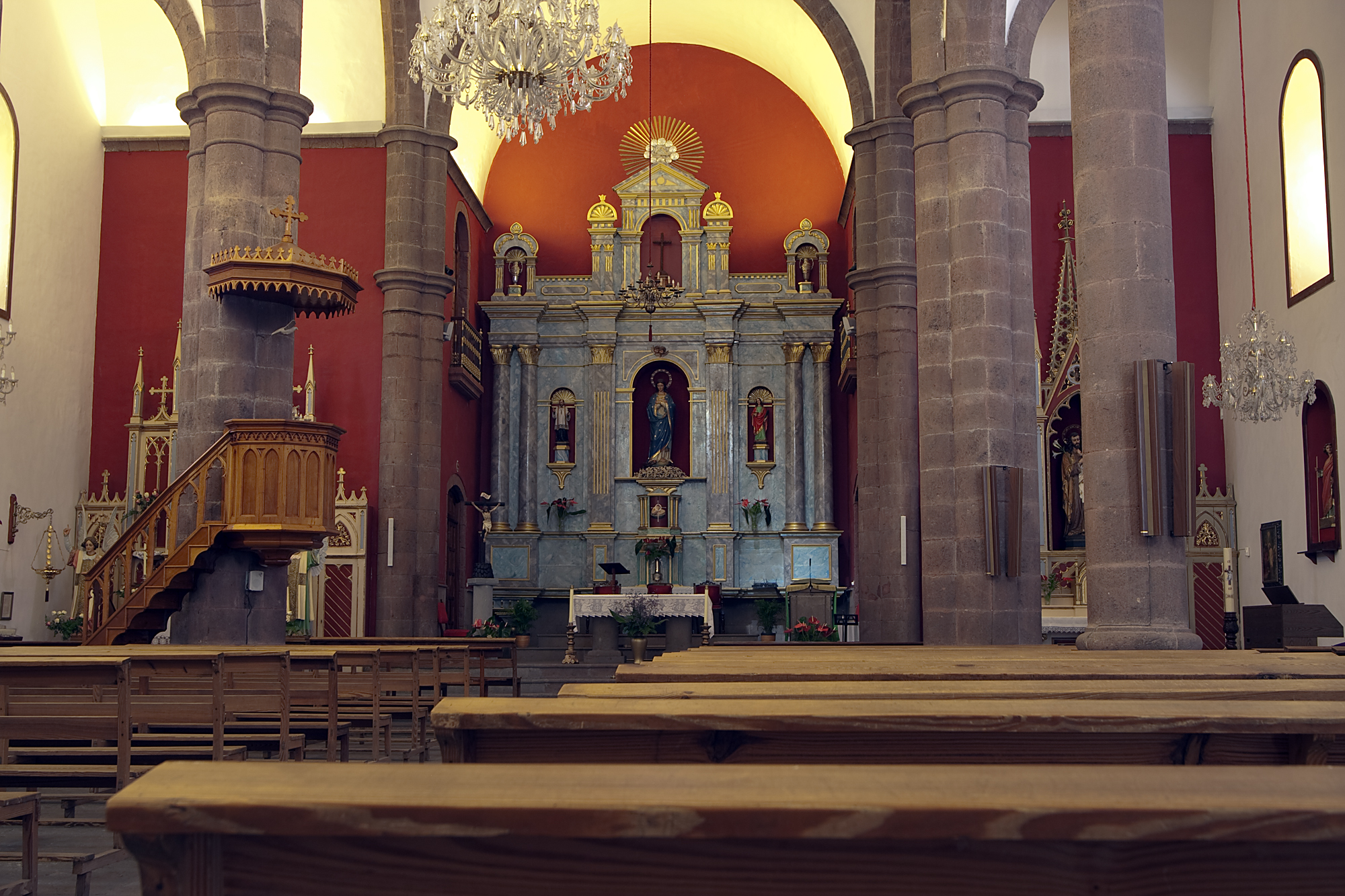
Altar

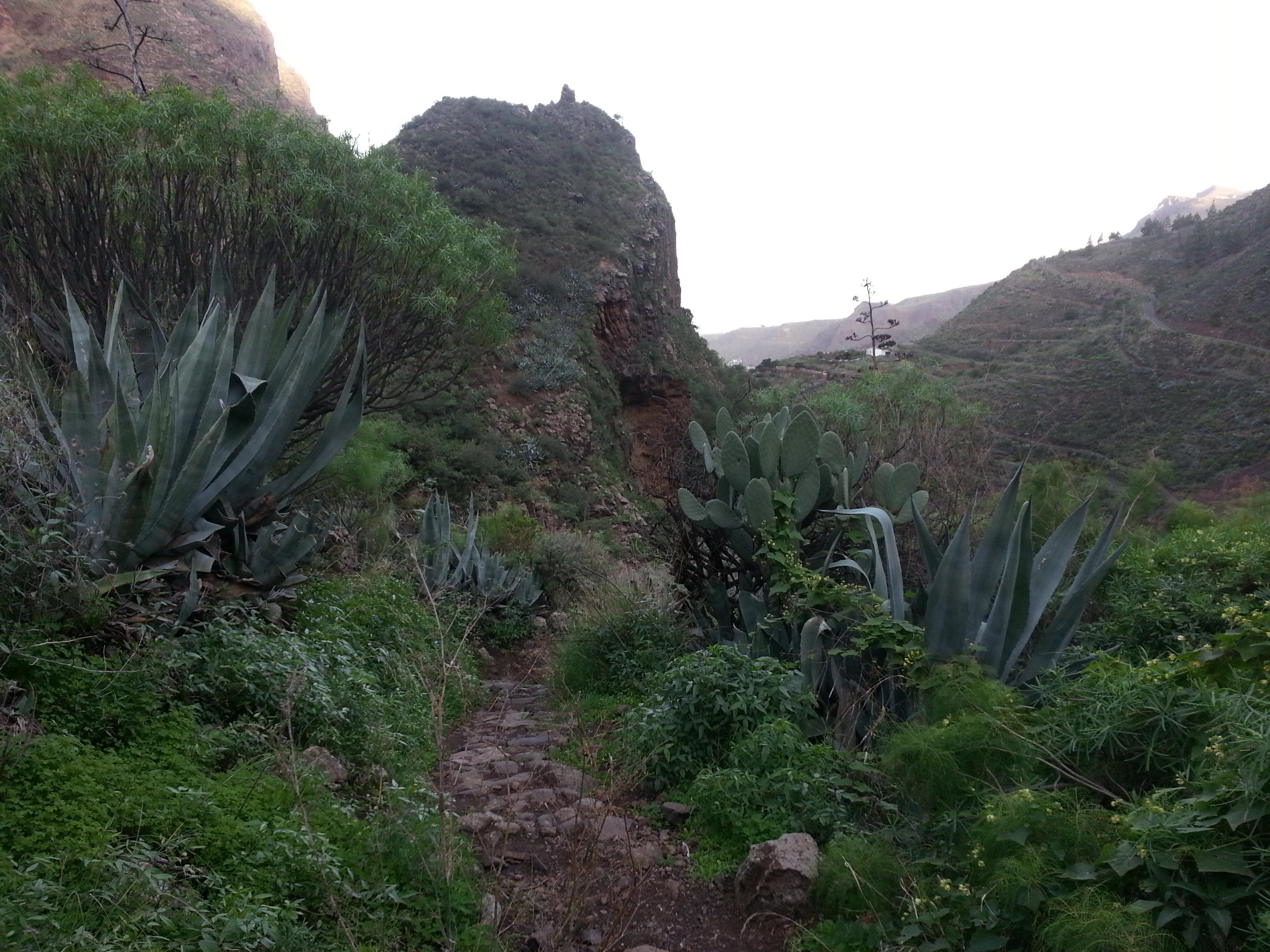
Barranco de Agaete

Im alten Ortszentrum, das von kanarischen Herrenhäusern mit typischen Holzbalkonen beherrscht wird, erhebt sich an der zentralen Plaza die Pfarrkirche Iglesia de la Concepción.
Die baulich schlichte Kirche wurde im 1875 an Stelle eines älteren Vorgängerbaus errichtet, welcher im Jahr davor von einem Brand zerstört wurde. Bei den alljährlichen Feierlichkeiten der Bajada de la Rama wird das in der Kapelle von Puerto de las Nieves aufbewahrte Bildnis der Schneejungfrau in die Pfarrkirche von Agaete verbracht, wo die Gottesmutter als Fürsprecherin für Regen angerufen wird. In dem städtischen Park Huerto de las Flores (deutsch: Blumengarten) am Rande des Ortszentrums wurden imposante Exemplare tropischer und endemischer kanarischer Flora (Drachenbäume) angepflanzt. Wichtigste Landmarke und Hausberg von Agaete ist der Monte Tamadaba.